# Stacie Orrico (album)
Stacie Orrico (album) – drugi album Stacie Orrico wydany w 2003 przez wytwórnię Virgin. Sprzedano 2,5 miliona płyt.

## Lista utworów
1. "Stuck" – 3:41
2. "(There's Gotta Be) More To Life" – 3:20
3. "Bounce Back" – 3:01
4. "I Promise" – 4:17
5. "Security" – 3:17
6. "Instead – 3:24
7. "Hesitation" – 3:14
8. "Strong Enough" – 3:56
9. "I Could Be The One" – 3:38
10. "Maybe I Won't Look Back" – 4:04
11. "Tight" – 2:29
12. "That's What Love's About" – 5:16
13. "Until I Find You" – 3:03 (Japan Bonus Track)
14. "Star of My Story" – 3:36 (Japan Bonus Track)
15. "Stuck [Thunderpuss Radio Remix]" – 3:05 (Japan Bonus Track)